# فريك، أرجاو
فريك، أرجاو (بالألمانية: Frick, Aargau)، هي بلدة سويسرية تقع شمال البلاد عند الحدود الشمالية مع ألمانيا، يبلغ عدد سكانها نحو 5,563 نسمة حسب إحصائيات 2018.